# Рыбник (футбольный клуб)
«РОВ 1964 Рыбник» — польский футбольный клуб, образованный в 1964 году в одноимённом городе.

## История
Возник от слияния двух клубов — «Гурник» Рыбник и «Гурник» Хваловице (район Рыбника). Временами расцвета клуба считаются 1960—1970-е годы. В эту эпоху клуб вышел в высшую лигу и дошёл до финала национального кубка, в котором уступил «Стали» Жешув по пенальти. Секция спидвея «Рыбника» 12 раз выигрывала польское первенство и стала 8-кратным вице-чемпионом. В настоящее время, под флагом «РОВ Рыбник» функционирует футбольная команда, играющая в 4-й региональной лиге, и женская баскетбольная команда, выступающая в премьер-лиге.
Клуб выступает на стадионе MOSiR, который вмещает 10 304 зрителей.

## Достижения
- Финалист Кубка Польши: 1975